# Hirtella leonotis
Hirtella leonotis là một loài thực vật có hoa trong họ Cám. Loài này được Pittier mô tả khoa học đầu tiên năm 1923.